# Lanckorona (Gorce)
Lanckorona (746 m) – szczyt w Gorcach. Znajduje się u północnych podnóży masywu Gorc, tuż nad prawym brzegiem rzeki Kamienica, nieco poniżej osady Rzeki należącej do wsi Lubomierz. Granicę między Gorcami a Beskidem Wyspowym tworzy tutaj dolina potoku Czerwonka, do której opadają północno-wschodnie stoki Lanckorony. Pod względem administracyjnym wzniesienie to należy do wsi Szczawa w województwie małopolskim, w powiecie limanowskim, w gminie Kamienica.
Lanckorona wznosi się tylko około 250 m nad lustrem wody w rzece Kamienica. Jest częściowo porośnięta lasem, częściowo jej stoki zajęte są przez łąki. Na mapie lotniczej Geoportalu widać, że znaczna część zboczy została zalesiona, dawniej były to również łąki i pastwiska.